# Burg Reicheneck

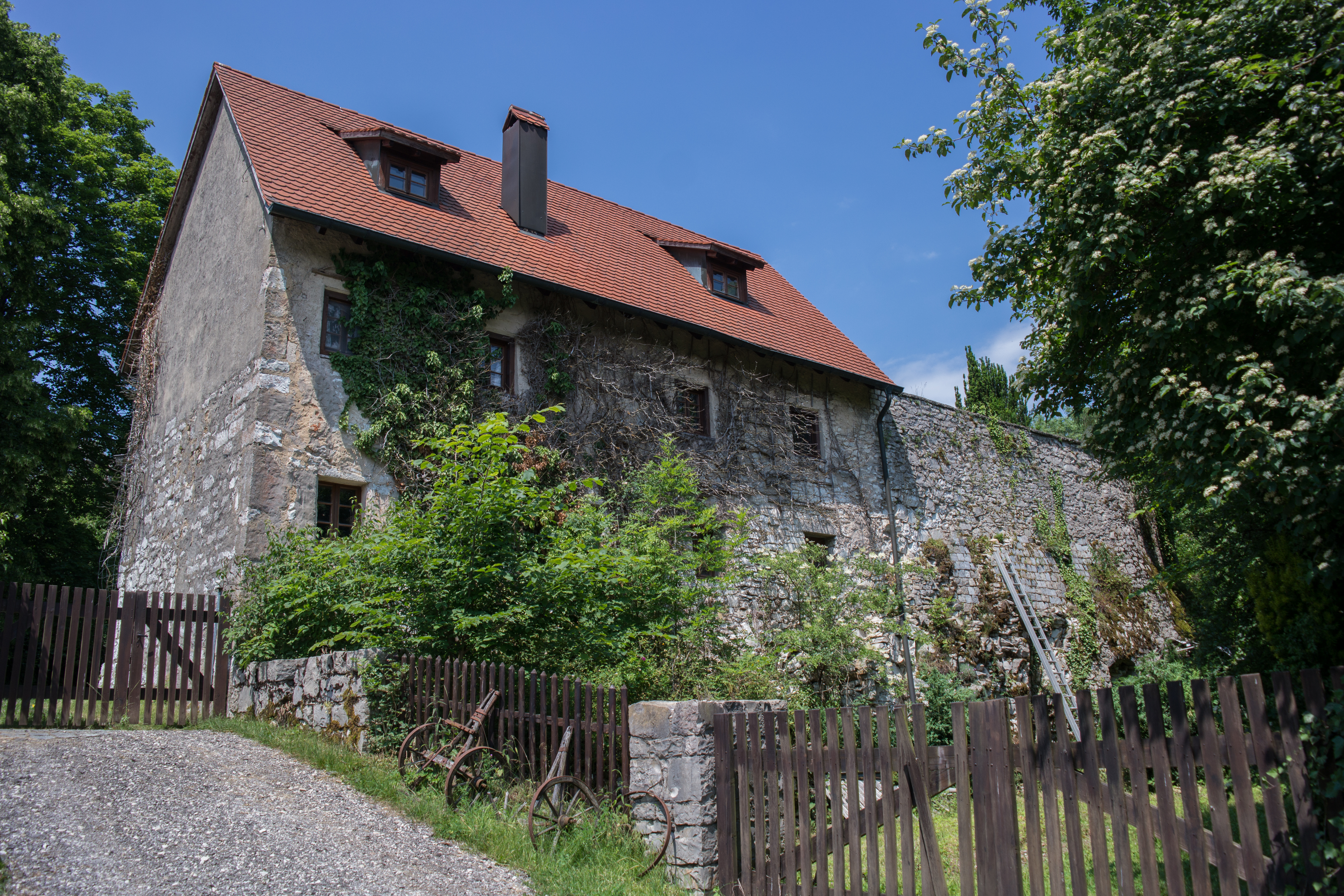
Ehemaliges äußeres Torhaus der Burg, heute ein Wohnhaus (Juni 2015)

Die Burg Reicheneck ist die Ruine einer ehemaligen hochmittelalterlichen Adelsburg bei dem Gemeindeteil Reicheneck von Happurg im mittelfränkischen Landkreis Nürnberger Land in Bayern, Deutschland.

## Geographische Lage
Die spärlichen Reste der Spornburg befinden sich im zentralen Bereich der Hersbrucker Alb, einem Teil der Frankenalb, auf einem Bergsporn in etwa 500 m ü. NHN, und damit etwa 130 Meter über dem Happurger See. Dieser Bergsporn grenzt an der nordöstlichen Seite an das Tal des Happurger Baches und auf der Westseite an das Kainsbachtal. 
Die Stelle der ehemaligen Burg liegt etwa 1100 Meter westlich der evangelischen Pfarrkirche St. Johannes der Täufer in Förrenbach oder circa 30 Kilometer östlich von Nürnberg.
In der Nähe befinden sich die Reste weiterer ehemaliger mittelalterlicher Burgen, etwa zwei Kilometer östlich ein Burgstall auf dem Vogelfels, etwas weiter die Burgruine Lichtenegg. Nördlich liegen der Burgstall Altes Haus und die Burgruine Lichtenstein über dem Ort Pommelsbrunn und ein weiterer Burgstall namens Hacburg über Happurg.

## Geschichte der Burg

### Die Burg unter den Königsteinern
Die erste Erwähnung der Burg Reicheneck stammt aus dem Jahr 1238, als in einer Urkunde dem Reichsministerialen Ulrich II. von Königstein der Besitz der Burg bezeugt wurde. Ulrich war mit der höheren Reichsministerialität im staufischen Schwaben verwandt und stand um 1230 an der Spitze der Staufertreuen im ostfränkischen Gebiet. 
Er war es wohl auch, der die Burg vor dem Jahr 1238 inmitten seines Gebietes errichten ließ. Der Name Reiches Eck zeugt vom Selbstbewusstsein und von dem Ansehen der Königsteiner. Die im Jahr 1253 bezeugte Burgkapelle war dem Schutzheiligen des Bergbaus Sankt Bartholomäus geweiht, vermutlich ging die wirtschaftliche Basis des Königsteiners auf den im Hersbrucker Land während des Hochmittelalters zahlreich vorhandenen Eisenerzabbau zurück.
Nachdem Ulrichs Sohn Wirnt schon vor 1241 und sein gleichnamiger Enkelsohn jung um 1242 nach einem Reitunfall bei Engelthal verstorben waren, war das Geschlecht der Königsteiner im Mannesstamm erloschen. Daher ging die Burg Reicheneck nach dem Tod von Ulrich im Winterhalbjahr 1252/53 an seinen Schwiegersohn, Gemahl seiner Tochter Elisabeth, Walter Schenk von Klingenburg über, einen Sohn des dem Kaiser nahestehenden Edelfreien Konrad Schenk von Klingenburg auf Clingenburg, aus einer Seitenlinie der Schenken von Limpurg.

### Die Burg unter den Klingenburgern
Die namengebende Stammburg der Klingenburger war die Clingenburg über der Stadt Klingenberg am Main, sie nannten sich aber erst ab 1278 Schenken von Reicheneck, nachdem sie ihren Besitz am Obermain verkauft hatten. Zu dieser Zeit sollen in der Burg bereits zwei Kemenaten bestanden haben. 
Burg Reicheneck war, wie auch unter den Königsteinern, der Mittelpunkt einer Herrschaft, die von einer großen Dienst- und Burghutmannschaft aufrechterhalten wurde. Diese Burgmänner saßen auf Hofstellen und auf Kleinburgen bzw. auf festen Sitzen z. B. in den Dörfern Birkensee (Offenhausen), Egensbach oder Offenhausen bei Engelthal.
Mit den Söhnen von Walter teilte sich das Geschlecht der Schenken von Reicheneck während des 14. Jahrhunderts in die Walthersche und in die Konradinische Linie auf, sie teilten sich auch die Burg Reicheneck. 
Die beiden führten allerdings häufige Kleinkriege gegen die Pfalzgrafen, die Reichsstadt Nürnberg und die Landgrafen von Leuchtenberg. 1347/48 musste der konradinische Teil der Burg dem Bamberger Bischof Friedrich I. von Hohenlohe zu Lehen aufgetragen werden, nachdem die Fehde gegen die Pfalzgrafen und die Reichsstadt schlecht für Konrad III. Schenk ausging. Dies verhinderte vermutlich eine Zerstörung durch die Pfalzgrafen, allerdings musste sich Konrad III. dafür zu einem vierjährigen Kriegsdienst gegenüber den Pfalzgrafen verpflichten, außerdem musste er ihnen mit der Hälfte der Burg für zehn Jahre „gewarten“, er musste also mit seinem Teil der Burg und seiner Besatzung in einem Kriegsfall auf Seiten der Pfalzgrafen kämpfen.
Der Bamberger Bischof belehnte kurz darauf den Grafen Ludwig von Hohenlohe mit der Burghälfte, er verkaufte sie aber bereits 1353 an den deutschen König Karl IV. weiter. Der im Jahr 1355 zum Kaiser gekrönte Karl erklärte die halbe Burg 1356 als böhmisches Erblehen. Auch die Waltersche Linie räumte dem Kaiser danach das Öffnungsrecht über ihre noch freieigene Burghälfte ein, er konnte also danach die gesamte Burg im Kriegsfall mit Truppen besetzten.
Im Vertrag von Fürstenwalde, in dem der Kaiser große Teile Neuböhmens gegen die Mark Brandenburg eintauschte, fiel das böhmische Lehen und das Öffnungsrecht über die Waltersche Burghälfte 1373 an das bayerische Herzogtum. 
Um 1390 gingen, bis auf ein Achtel von Erhard Schenk, die restlichen Anteile der Konradinischen Linie an Ludwig II. Schenk von der Waltherschen Linie über, nachdem drei Mitglieder der Konradinischen Linie verstorben waren. Ludwig starb im Jahr 1395, die Burg ging dann über seine Töchter Margaretha und Klara an seine Schwiegersöhne Hans und Heinrich von Absberg zu Rumburg.

### Die Burg unter den Absbergern

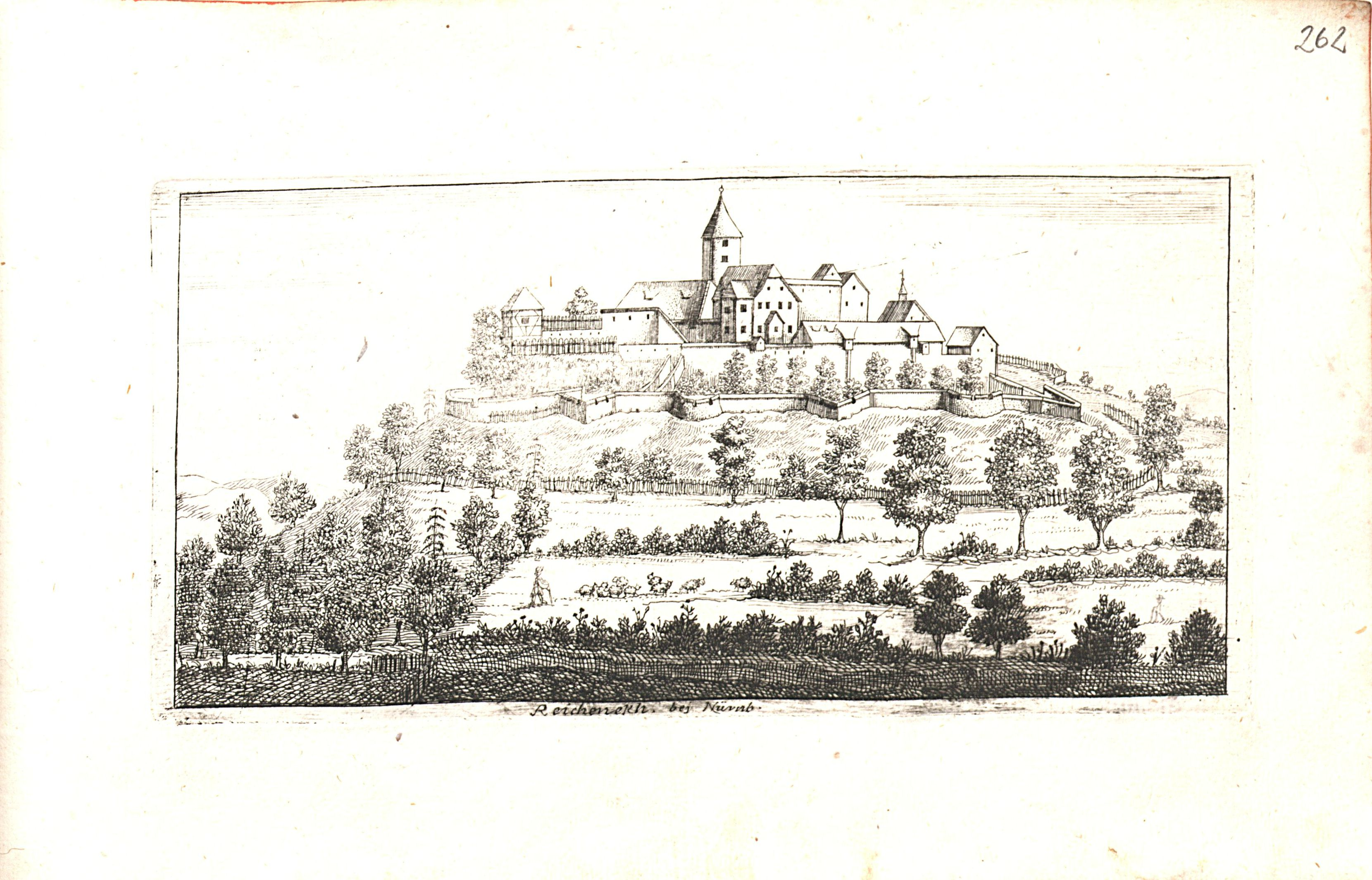
Burg Reicheneck (1704)

Die Absberger lagen seit dem Jahr 1388 in heftiger Fehde unter anderem mit der Reichsstadt Nürnberg, sie gelobten zwar 1397 König Wenzel die Einhaltung des Landfriedens, brachen aber ihr Gelübde kurz darauf durch weitere Fehdehandlungen. Diese führten am 7. Juli 1398 zur Belagerung und Einnahme der Burg durch die Truppen des Nürnberger Burggrafen Friedrich VI. und der Reichsstadt Nürnberg. Auf Befehl König Wenzels wurde die Burg noch im Juli „bis auf den Grund“ niedergebrannt und innerhalb von sechs Tagen eingelegt. Der Versuch eines Wiederaufbaues im Jahr 1400 wurde von König Ruprecht I. verboten.
Heute ist die Burgruine als Baudenkmal D-5-74-128-54 „Burgruine, Mauerreste der Burganlage des 12./13. Jahrhunderts und der Nürnberger Amtsburg der zweiten Hälfte des 16. Jahrhunderts (abgetragen 1807); ehemaliges äußeres Torhaus, jetzt Wohnhaus, zweigeschossiger Satteldachbau, Kalkbruchsteinmauerwerk, zweite Hälfte 16. Jahrhundert“, sowie als Bodendenkmal D-5-6534-0025 „Mittelalterliche und frühneuzeitliche Befunde im Bereich der Burgruine Reicheneck“ vom Bayerischen Landesamt für Denkmalpflege erfasst.